# Mitologia anglosassone

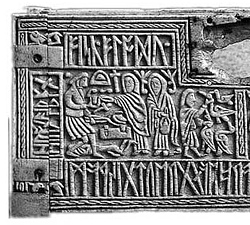
Lastra frontale del Franks Casket del VII secolo, raffigurante Weland il fabbro.

Con mitologia anglosassone si intende l'insieme di credenze e pratiche religiose, nonché di miti e leggende, diffuse tra la civiltà degli anglosassoni tra il V e l'VIII secolo, durante il Medioevo inglese.

## Storia
Gli anglosassoni, composti da tribù degli Angli, Sassoni, Frisoni e Juti, arrivarono in Gran Bretagna dalla Scandinavia meridionale, dai Paesi Bassi e dalla Germania settentrionale, che furono i fautori della moderna lingua inglese (Angle-ish). Possiamo comprendere la mitologia anglosassone grazie allo studio della mitologia norrena. Una fonte Importante è l'Edda in prosa, scritta dall'islandese Snorri Sturluson attorno al 1220, poiché l'Islanda è rimasta pagana più a lungo di altri territori germanici, ovvero fino al 1000 d.C.. I norvegesi, gli islandesi e gli inglesi condividevano certamente una discendenza comune nella Danimarca del VI secolo. Gli anglosassoni erano una società in gran parte analfabeta e i racconti venivano trasmessi oralmente dai menestrelli anglosassoni, gli scop, sotto forma di versi.

## Fonti scritte
Una delle principali fonti che ci sono pervenute sulla storia e mitologia anglosassoni è Beda il Venerabile, un monaco cristiano, autore del De temporum ratione e della Historia ecclesiastica gentis Anglorum.
La Cronaca anglosassone, della fine del IX secolo, è un'opera prevalentemente storica, ma contiene anche informazioni di carattere mitologico, come le prime genealogie dei re anglosassoni.
Anche il poema epico Beowulf è un'importante fonte di poesia e storia pagana anglosassone, ma è chiaramente indirizzato a un pubblico cristiano, contenente numerosi riferimenti al Dio cristiano, e usando il fraseggio e la metafora cristiana. Il mostro Grendel, per esempio, è descritto come un discendente di Caino. In effetti, l'unico frammento di poesia risalente all'era pagana che non ha subito modifiche da editori cristiani è il Frammento di Finnsburgh.
Altri poemi anglosassoni a carattere parzialmente mitologico sono Deor, Widsith, e Waldere.

## Culto
Gli anglosassoni credevano in varie creature soprannaturali come elfi, nani e giganti ("Etins") che spesso disturbavano gli uomini, probabilmente influenzandone il Wyrd ("werden" tedesco), di solito tradotto come "destino".

### Divinità
| Anglosassone | Alto tedesco antico | Norreno       |
| Woden        | Wodan/Wotan         | Óðinn         |
| Thunor       | Donar               | Thor          |
| Tíw          | Zîu                 | Týr           |
| Seaxnéat     | Saxnôte             | -             |
| Géat         | Gausus              | Gautr         |
| Fríge        | Freia               | Frigg         |
| Éostre       | Ôstara              | forse Iðunn   |
| Ing          | -                   | Yngvi-Freyr   |
| Baldaeg      | Baldere             | Baldr         |
| Hama         | Heime               | Heimdallr     |
| Neorth       | -                   | Njörðr        |
| Eorthe       | -                   | Jǫrð          |
| Niht         | -                   | Nótt          |
| Sigel        | -                   | Sól           |
| Mone         | -                   | Máni          |
| Beowa        | -                   | forse Byggvir |

### Eroi e guerrieri
- Beowulf
- Egil
- Hengest
- Horsa
- Sceafa
- Weland il fabbro

### Pratiche religiose
- Blót
- Symbel

## Genealogie reali
Gli anglosassoni, unici tra i popoli germanici, conservarono le genealogie dei propri re. Queste genealogie, sebbene presentate come storiche, appartengono più al campo della mitologia, in quanto esse convergono sulla figura mitica di Woden, considerato il progenitore comune di tutti i popoli anglosassoni. Tali genealogie, pur presentando alcune differenze tra le fonti, hanno chiaramente una base comune, e terminano con i re fondatori dei regni che costituirono la cosiddetta Eptarchia anglosassone.
| Kent     | Deira       | Bernicia | Wessex   | East Anglia | Mercia     | Lindsey   |
| Woden    | Woden       | Woden    | Woden    | Woden       | Woden      | Woden     |
| Wecta    | Wægdæg      | Bældæg   | Bældæg   | Caser       | Wihtlæg    | Winta     |
| Witta    | Sigegar     | Brand    | Brand    | Tẏtiman     | Wærmund    | Cretta    |
| Wihtgils | Swebdæg     | Benoc    | Friðgar  | Trẏgil      | Offa       | Cueldgils |
| Hengest  | Siggeāt     | Aloc     | Freawine | Hroðmund    | Angeltheow | Cædbæd    |
|          | Sǣbald      | Angenwit | Wig      | Hrẏp        | Eomær      | Bubba     |
|          | Sǣfugel     | Ingui    | Giwis    | Wilhelm     | Icel       | Beda      |
|          | Westerfalca | Esa      | Esla     | Wehha       | Cnebba     | Biscop    |
|          | Wilgils     | Eoppa    | Elesa    | Wuffa       | Cynewald   | Eanferð   |
|          | Uxfrea      | Ida      | Cerdic   |             | Creoda     | Eatta     |
|          | Yffe        |          |          |             |            | Aldfrið   |
|          | Ælle        |          |          |             |            |           |

Anche una genealogia di Woden è conservata, anche se, secondo Sisam, si tratta di un'aggiunta posteriore dell'era cristiana, mentre le genealogie originali iniziavano con Woden. La sua ascendenza contiene alcuni nomi di altre divinità anglosassoni, come Geat, Beowa, e Sceaf, e alcuni nomi di eroi noti dai poemi epici, come Finn. Questa la versione della Cronaca anglosassone:
- Sceaf
- Bedwig
- Hwala
- Haðra
- Itermon
- Heremod
- Scyldwa
- Beowa
- Tætwa
- Geat
- Godwulf
- Finn
- Friþulf
- Freoþelaf
- Woden

Sceaf viene a sua volta indicato da alcune versioni delle Cronache come un figlio di Noè, collegando così le genealogie anglosassoni a quelle contenute nella Bibbia.